# Espai de configuració
En mecànica clàssica i mecànica lagrangiana, l'espai de configuració és l'espai de totes les possibles posicions instantànies d'un sistema mecànic. L'espai de configuració d'un sistema mecànic té estructura de varietat diferenciable, de dimensió N, on N és el nombre de graus de llibertat del sistema mecànic. Per aquesta raó a vegades també es coneix a aquest espai com varietat de configuració. A més pot definir-se l'espai de configuració ampliat, o espai vectorial tangent, com el conjunt de totes les posicions possibles i totes les velocitats possibles. L'espai de configuració ampliat té l'interès que representa l'espai de tots els possibles estats del sistema mecànic. Aquest espai ampliat pot construir-se a partir de l'espai de configuració, mitjançant una construcció topològica coneguda com a fibrat tangent. Així l'espai de configuració ampliat és una varietat diferenciable de dimensió 2 N, sent N el nombre de graus de llibertat, que és ni més ni menys que el fibrat tangent TQ de l'espai de configuració Q.

## Exemples
Per exemple, l'espai de configuració d'una única partícula movent-se en l'espai tridimiensional euclidià és simplement ℝ 3. Per N partícules és ℝ  3 N . Per a un pèndol que es mogui en un mateix pla, l'espai de configuració és S  1 , ja que la posició del mateix ve donada per un únic angle (per exemple l'angle respecte a la vertical).
Per donar compte no només de la posició sinó també del moment lineal (o alternativament la velocitat) es construeix l'espai de fases {\displaystyle \Gamma }, que matemàticament ve donat pel fibrat tangent de l'espai original. Aquest fibrat tangent és una varietat de dimensió 2 m, sent m el nombre de graus de llibertat del sistema mecànic. Així podem donar els següents exemples d'espais de fasess:
1. Per a una partícula que es mou en l'espai tridimensional {\displaystyle \Gamma =\mathbb {R} ^{6}\,}.
2. Per N partícules que es mouen en l'espai tridimensional {\displaystyle \Gamma =\mathbb {R} ^{6N}\,}.
3. Per a un pèndol {\displaystyle \Gamma =S^{1}\times \mathbb {R} ^{1}}.